# Wilhelm Sieben
Pour les articles homonymes, voir Sieben.
Wilhelm Sieben (né le 29 avril 1881 à Landau in der Pfalz; décédé le 23 août 1971 à Munich) est un chef d'orchestre allemand.

## Biographie
Pour être avocat comme son père, Sieben a étudié le droit à l'Université Louis-et-Maximilien de Munich. Violoniste de bon niveau, il est entré en 1898 à la Hochschule für Musik und Theater München, où il a été l'élève de Josef Rheinberger et Ludwig Thuille. En 1901 Sieben est allé à Prague auprès de Otakar Ševčík et a terminé ses études de musique avec Felix Berber. À vingt-quatre ans, il est devenu professeur de violon à l'Académie de Musique de Munich. Il y avait Joseph Joachim comme modèle.
Influencé par Felix Mottl, il a été encouragé à se lancer dans la carrière de chef par Bruno Walter, qui l'a recommandé à Königsberg. La capitale de la province de Prusse orientale l'a nommé en 1918 chef d'orchestre des concerts symphoniques et de l'Académie de musique.
En 1920, il est devenu directeur musical à Dortmund où il est resté jusqu'en 1951. Presque en même temps, il a accepté d'être le directeur artistique du Dortmunder Musikverein. En 1937, il est devenu le directeur musical de l'Orchestre philharmonique de Dortmund.
Vingt ans après son départ à la retraite, il est décédé à Munich.